# ドライブ・アングリー3D
『ドライブ・アングリー3D』（原題: Drive Angry）は、2011年のアメリカ合衆国のアクション映画。

## ストーリー
凄腕のアウトローのミルトンは、愛する娘をカルト教団に殺され、復讐と、連れ去られた娘の赤ん坊を救い出すため教祖ヨナ・キングを追いかけている。同時平行で、FBIを名乗る謎の男、"監察官"が、ミルトンの後を追跡し、州の警官もまきこみ、ミルトンを撃ち殺せと命ずる。ミルトンは追撃の途中で、ひょんなことから勝気なテキサス美女パイパーを巻き込み、再び追撃を開始する。ある酒場で、キングの部下の襲撃を受けるが、銃撃戦の末これを撃退する。また、"監察官"の追撃も、車もろともこれを崖下に転落させる。
ミルトンは、次の満月の夜までに赤ん坊を救わねば悪魔崇拝の生贄にされてしまうことを知り、カルト教団の施設に乗り込むが、逆にそこで信者に襲われ、キングに撃ち殺される。パイパーは、キングの女にさせられるためキャンピングカーで教団に連れ去られる。ハイパーは途中で脱走しようと争うが、そのときに死んだはずのミルトンが車に乗って現れ、救い出される。パイパーは生き返ったミルトンをいぶかしく思いながらも、赤ちゃんを取り戻すために協力して、満月の夜の儀式に乗り込む。最後は、死んだはずの"監察官"も彼を手助けし、教団を滅ぼし、赤ちゃんを救い出す。瀕死のミルトンは赤ちゃんをパイパーに託し、望みを遂げ、"監察官"に連れられ地獄の世界に戻るのだった。

## キャスト
| 役名             | 俳優                   | 日本語吹替   |
| ---------------- | ---------------------- | ------------ |
| ジョン・ミルトン | ニコラス・ケイジ       | 大塚明夫     |
| パイパー         | アンバー・ハード       | 渡辺明乃     |
| 監査役           | ウィリアム・フィクナー | 横島亘       |
| ヨナ・キング     | ビリー・バーク         | 岩田安宣     |
| ウェブスター     | デヴィッド・モース     | 栗田圭       |
| 警部             | トム・アトキンス       | 板取政明     |
| キャンディ       | シャーロット・ロス     | うさみともこ |

- その他の声の出演：米島希、金子修、近藤浩徳、河合みのる、杉浦佳那子、神尾晋一郎、堀米学

## 評価
レビュー・アグリゲーターのRotten Tomatoesでは124件のレビューで支持率は48%、平均点は5.40/10となった。Metacriticでは21件のレビューを基に加重平均値が44/100となった。